# Launois-sur-Vence
Launois-sur-Vence é uma comuna francesa na região administrativa de Grande Leste, no departamento das Ardenas. Estende-se por uma área de 13,37 km². Em 2010 a comuna tinha 701 habitantes (densidade: 52,4 hab./km²).